# Квантор
Ква́нтор — общее название для логических операций, ограничивающих область истинности какого-либо предиката и создающих высказывание. Чаще всего упоминают:
- Квантор всеобщности (обозначение: {\displaystyle \forall }, читается: «для любого…», «для каждого…», «для всех…» или «каждый…», «любой…», «все…»).
- Квантор существования (обозначение: {\displaystyle \exists }, читается: «существует…» или «найдётся…»).
- Квантор единственности (обозначение: !, читается: «…является единственным»).

В математической логике приписывание квантора к формуле называется связыванием.
В многозначных логиках также вводятся и другие кванторы, например:
- Квантор плюральности (квантор Решера) (обозначается перевёрнутой M, читается «для большинства …»).

## Примеры
Обозначим {\displaystyle P(x)} предикат «x делится на 9 без остатка». Используя квантор всеобщности, можно формально записать следующие высказывания (ложные):
1. любое натуральное число кратно 9;
2. каждое натуральное число кратно 9;
3. все натуральные числа кратны 9;

следующим образом:
{\displaystyle (\forall x\in \mathbb {N} )P(x)}.
Следующие (уже истинные) высказывания используют квантор существования:
1. существуют натуральные числа, кратные 9;
2. найдётся натуральное число, кратное 9;
3. хотя бы одно натуральное число кратно 9.

Их формальная запись:
{\displaystyle (\exists x\in \mathbb {N} )P(x)}.

## Введение в понятие
Пусть на множестве {\displaystyle X} простых чисел задан предикат {\displaystyle P(x)}: «Простое число {\displaystyle x} нечётно». Подставим перед этим предикатом слово «любое». Получим ложное высказывание «любое простое число {\displaystyle x} нечётно» (это высказывание ложно, так как 2 — простое чётное число).
Подставив перед данным предикатом {\displaystyle P(x)} слово «существует», получим истинное высказывание «Существует простое число {\displaystyle x}, являющееся нечётным» (например, {\displaystyle x=3}).
Таким образом, превратить предикат в высказывание можно, поставив перед предикатом слова («все», «существует» и другие), называемые в логике кванторами.

## Кванторы в математической логике
- Высказывание {\displaystyle \forall xP(x)} означает, что область значений переменной {\displaystyle x} включена в область истинности предиката {\displaystyle P(x)}.

(«При всех значениях {\displaystyle x} утверждение верно»).
- Высказывание {\displaystyle \exists xP(x)} означает, что область истинности предиката {\displaystyle P(x)} не пуста.

(«Существует {\displaystyle x}, при котором утверждение верно»).

### Свободные и связанные переменные
Множество свободных переменных* формулы F определяется рекурсивно, следующим образом:
Свободные переменные.
- Все переменные, входящие в атомарную формулу, являются свободными переменными этой формулы,
- свободные переменные формулы F являются свободными переменными формулы ¬F,
- переменные, являющиеся свободными для хотя бы одной из формул F или G, являются свободными переменными формулы (F Д G),
- все свободные переменные формулы F кроме v являются свободными переменными формулы Kv F.

Замкнутая формула.
- Формула без свободных переменных называется замкнутой формулой, или предложением.

Связанная переменная.
- Переменная v связана в формуле F, если F содержит вхождение Kv, где K — квантор.

Связанное переименование, свободное переименование

### Операции над кванторами
Правило отрицания кванторов — применяется для построения отрицаний высказываний, содержащих кванторы, и имеет вид:
{\displaystyle \lnot (\forall x)P(x)=(\exists x)\lnot P(x)}

{\displaystyle \lnot (\exists x)P(x)=(\forall x)\lnot P(x)}
(Общее правило можно сформулировать так: если перед квантором появляется знак отрицания, то квантор перебрасывает его через себя, а сам меняется на другой)
Стоит отметить, что данное правило применимо только в классической логике, в интуиционистской логике правые части равенств влекут левые, но не наоборот.

## История появления
Философы давно обращали внимание на логические операции, ограничивающие область истинности предиката, однако не выделяли их в отдельный класс операций. Так, Томас Гоббс считал, что они являются частями имён.
Хотя кванторно-логические конструкции широко используются как в научной, так и в обыденной речи, их формализация произошла только в 1879 году, в книге Фреге «Исчисление понятий». Обозначения Фреге имели вид громоздких графических конструкций и не были приняты. Впоследствии было предложено множество более удачных символов, но общепринятыми стали обозначения {\displaystyle \exists } для квантора существования (перевёрнутая первая буква англ. Exists — существует), предложенное Чарльзом Пирсом в 1885 году, и {\displaystyle \forall } для квантора общности (нем. Alle — «все», «всякий»), образованное Герхардом Генценом в 1935 году по аналогии с символом квантора существования. Термины «квантор», «квантификация» также предложил Пирс.